# Guapimirim
Guapimirim è un comune brasiliano nello stato di Rio de Janeiro che si trova tra la regione metropolitana di Rio de Janeiro e la regione Serrana. Dovuto alla sua localizazione nella Foresta atlantica, questa città è un punto turistico per vedere la fauna e flora nativa dello sud-est brasiliano, avendo nei suoi confine uno dei principali parchi nazionali dello stato di Rio de Janeiro. 
Il comune di Guapimirim è stato creato nel 1990 quando fu separato dal comune di Magé, tuttavia ha una ricca storia essendo stato il luogo di una delle prime ferrovie brasiliane.